# Jan Mioduszewski
Jan Ostoja-Mioduszewski herbu Ostoja (1831-1910) – polski artysta malarz, absolwent Akademii Petersburskiej, uczestnik i laureat Wystawy Światowej w 1867 r. w Paryżu.

## Życiorys
Jan Ostoja-Mioduszewski studiował na Cesarskiej Akademii Sztuk Pięknych w Petersburgu a następnie we Francji. Mieszkał i pracował w Paryżu. W roku 1904 zorganizował wystawę indywidualną w Petersburgu. W 1906 roku wziął udział w Salonie Paryskim. Prezentował swoje prace na wystawach Towarzystwa Zachęty Sztuk Pięknych w Warszawie. Był nagradzany i wyróżniany - otrzymał m.in. medal i dyplom na Wystawie Światowej w 1867 roku w Paryżu.
Prace Miduszewskiego znajdują się w wielu kolekcjach prywatnych i muzeach. Spośród najbardziej znanych jego obrazów Encyklopedia Orgelbranda wymienia Krakowiaka i Powódź. Twórczość Mioduszewskiego jest ceniona głównie w Rosji, gdzie obraz Caryca Katarzyna czytająca list jest eksponowany w Galerii Tretiakowskiej.

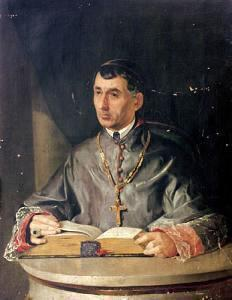
Portret kardynała Jana Puzyny
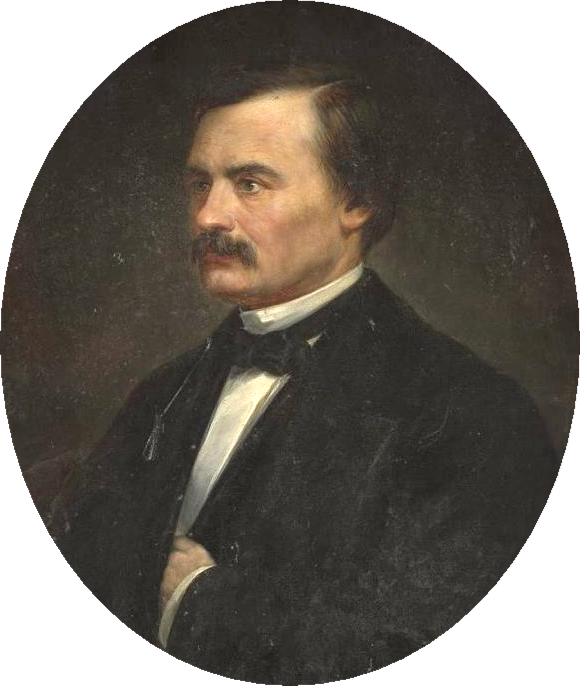
Portret Franciszka Duchińskiego
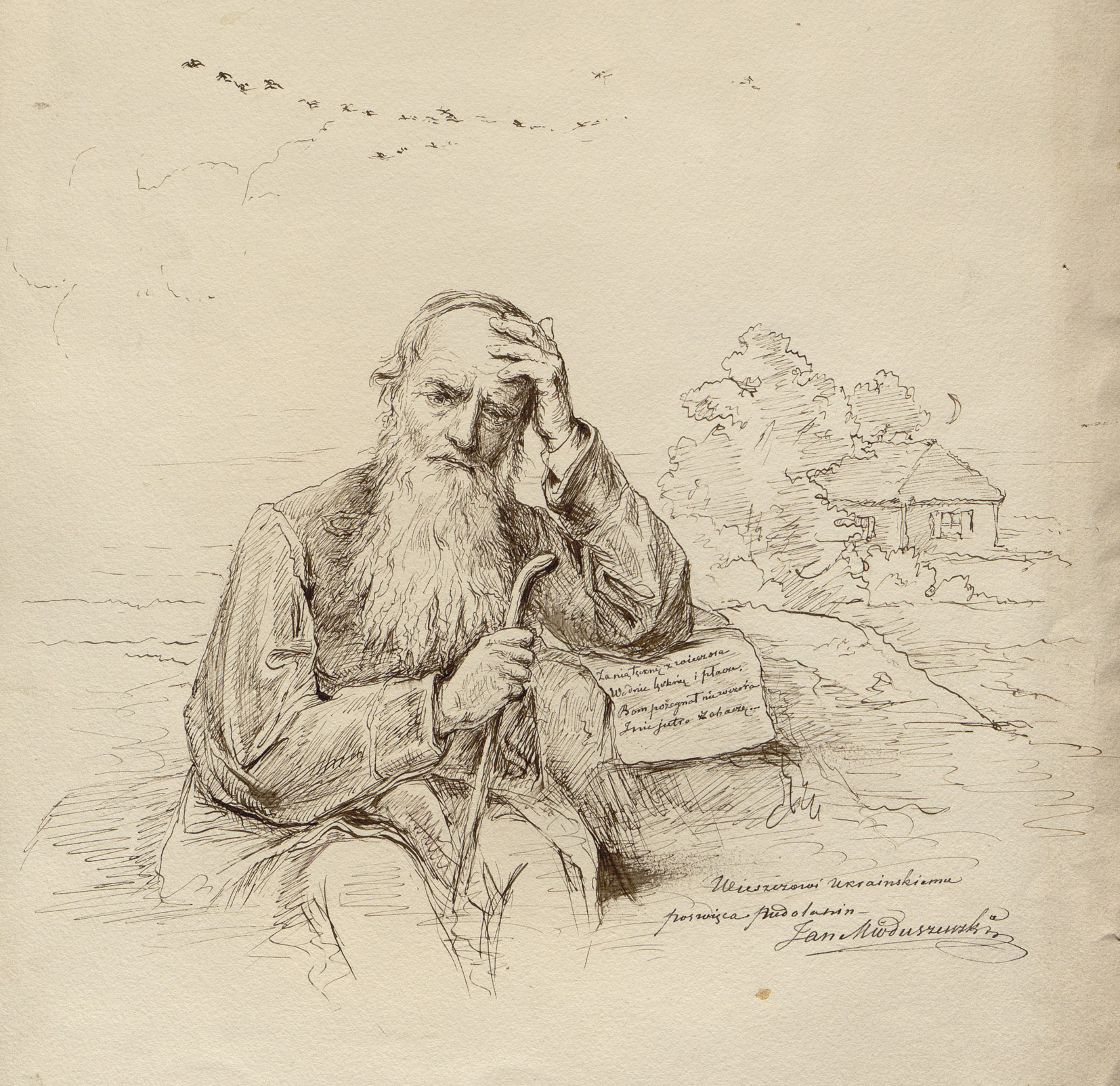
Portret Bohdana Zalewskiego
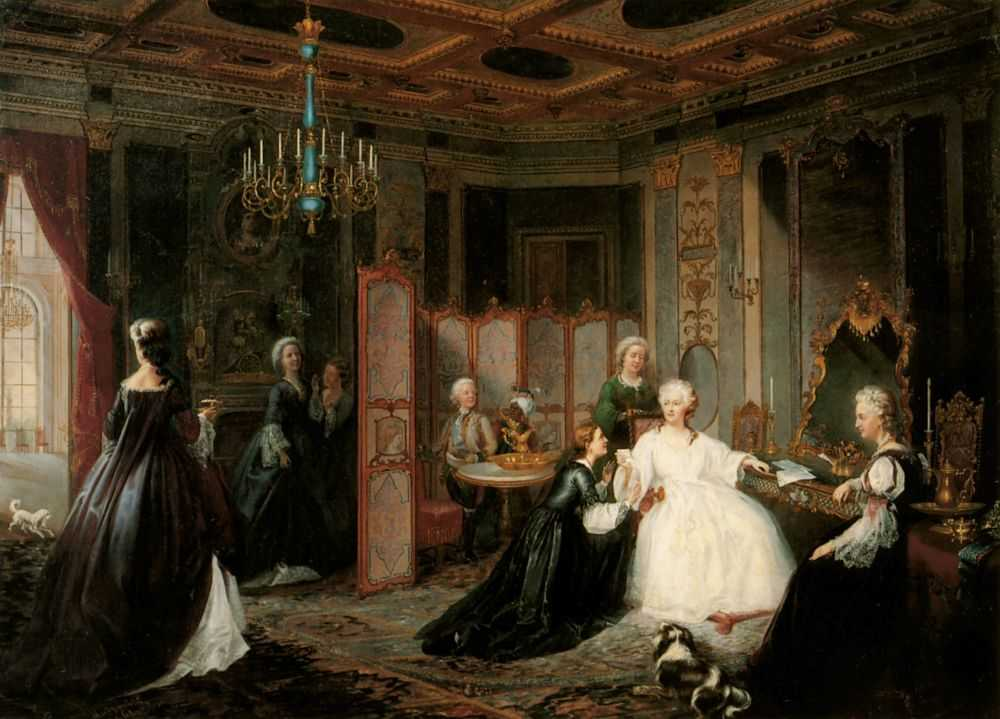
Caryca Katarzyna czytająca list - obraz Mioduszewskiego z 1861 roku